# Емоционална сигурност
Емоционална сигурност e стабилност на индивидуално емоционално равнище, тя има значение за поддържане на емоционалното здраве на личността . Степените на тази емоционална сигурност съответно отговарят на личното самоусещане на емоционално ниво.
Емоционална несигурност или просто чувство за несигурност е чувство на общо неудобство, изнервеност или безпокойство, които могат да бъдат причинени от самовъзприемането в план на уязвимост, несигурност или като от по-ниско качество, или чувство на уязвимост, нестабилност, които заплашват представата за себе си в някакъв план. Усещането за емоционална безопасност от своя страна е свързано по-скоро с наличието на незаплашваща и поддържаща среда.
Несигурността може да съдейства за развитието на срамежливост, параноя или социално отдръпване, или алтернативно може да окуражат компенсаторни поведения като агресия или булинг в някои случаи.